# Magnacavallo
Magnacavallo – miejscowość i gmina we Włoszech, w regionie Lombardia, w prowincji Mantua.
Według danych na rok 2004 gminę zamieszkiwało 1785 osób, 63,8 os./km².